# Calceta
Calceta ist eine Kleinstadt im Kanton Bolívar in der Provinz Manabí in Ecuador. Sie ist Verwaltungssitz des Kantons als auch der Parroquia urbana Calceta.

## Lage
Calceta liegt in einer Beckenlandschaft am Westfuß der Cordillera Costanera. Das Stadtzentrum liegt zwischen den Flüssen Río Carrizal und Río Mosca. Calceta befindet sich knapp 40 km nordöstlich der Provinzhauptstadt Portoviejo. Die Fernstraße E384 führt von Portoviejo über Junín nach Calceta. Nach Norden führt die Straße weiter nach Chone.

## Sonstiges
Für ihre Größe hat die Stadt verhältnismäßig viele Schulen und beherbergt so u. a. die Escuela Superior Politécnica Agropecuaria de Manabí Manuel Félix López.